# Мери Џо Коди
Мери Џо Коди (енгл. Mary Jo Codey; Глен Риџ, 14. август 1955) је америчка активисткиња за здравствену заштиту и бивша прва дама Њу Џерзија. 

## Образовање
Рођена је 14. августа 1955. у Глен Риџу, а одрасла је у Вест Оринџу. 
Дипломирала је и магистрирала основно образовање на колеџу Колдвел. На Универзитету Сетон Хол је постала консултант за наставнике за особе са тешкоћама у учењу.

## Каријера
Постала је прва дама након што је њен супруг Ричард Коди постао гувернер, након што је Џим Макгриви поднео оставку. Била је позната по свом раду у области менталног здравља, постпорођајне депресије и рака дојке. 
Заједно са супругом је основала Фонд за ментално здравље „Коди”. Компанија NewBridge Services јој је 2005. године доделила награду за помагање људима у напретку.
Предавала је у школи са скраћеним радним временом.  

## Лични живот
Удала се за Ричарда Кодија 1981. године.
Патила је од постпорођајне депресије након рођења најстаријег сина. Изјавила је да се није опоравила све до годину дана након тога. Није имала жељу да држи свог новорођеног сина, размишљала је у неком тренутку да га убије. Болест је контролисала лековима које је престала да користи током друге трудноће. Да би се борила против депресије током трудноће подвргла се једанаест сенаси терапије електрошоковима које је поново примала док је боловала од рака дојке.
Са породицом живи у Роузленду, предаје у приватној основној школи. Признала је да се обрадовала када је сазнала да ће њен супруг напустити функцију како би се вратила пређашњем животу.